# Фридландские ворота (Калининград)
Фри́дландские воро́та (нем. Friedländer Tor) — одни из восьми сохранившихся городских ворот Калининграда. Расположены на перекрёстке проспекта Калинина и улицы Дзержинского, примыкают к Южному парку. В воротах расположен музей.

## История
Название ворот связано с городом Фридландом, нынешним Правдинском. Первые Фридландские ворота были построены в XVII веке, однако они располагались не на месте нынешних.
Ныне сохранившиеся Фридландские ворота стали последними воротами Кёнигсберга (то есть были построены последними). Точная дата их строительства неизвестна, приблизительные даты — 1857—1862 годы. Также неизвестно, кто был их архитектором. В начале XX века устаревшие и утратившие военное значение ворота вместе со всем вторым вальным обводом были проданы военным министерством городу. Тогда движение транспорта через них было прекращено, так как часть ставшего ненужным оборонительного вала была срыта, и дорога на Фридланд (нынешняя улица Дзержинского) стала проходить сбоку от ворот.
После войны ворота пустовали в течение долгого времени, потом в них располагался склад. В конце 1980-х годов в Южном парке проводились работы по расчистке территории и очистке дна многочисленных прудов парка. В ходе этих работ было найдено много старых предметов. Вскоре в воротах был организован музей, основой коллекции которого и стали найденные в парке предметы.

## Архитектура
Как и все ворота Кёнигсберга, Фридландские ворота были выстроены в стиле неоготики. Имя автора проекта неизвестно, иногда авторство приписывается Фридриху Штюлеру.
Фасад ворот со стороны города разделён пятью контрфорсами на шесть частей. Контрфорсы завершаются остроконечными двухскатными декоративными башенками, которые выступают над декоративным парапетом с зубцами. Все внешние отверстия ворот (проезды, окна, двери) выполнены в виде стрельчатых арок и украшены перспективными порталами.
Две центральные части ворот заняты проездами. Размеры проездов — 4,39 м в ширину и 4,24 м в высоту. Части по краям заняты казематами.
Поверхность фасада ворот украшена как бы сеткой, представляющей собой ромбический орнамент. «Нити» этой сетки выложены из кирпичей другого цвета.
Фасад ворот был украшен статуей великого комтура Фридриха фон Цоллерна, которая не сохранилась (исчезла после войны). Другая статуя, изображающая великого магистра Зигфрида фон Фейхтвангена — основателя Среднего замка в Мариенбурге (ныне г. Мальборк, Польша), расположена на внешней стороне ворот. Автор скульптур Вильгельм Людвиг Штюрмер. В настоящее время скульптуры восстановлены (скульптура Фейхтвангена — в 2005 году, Цоллерна — в 2008 году).
С внешней стороны ворот расположена кордегардия.

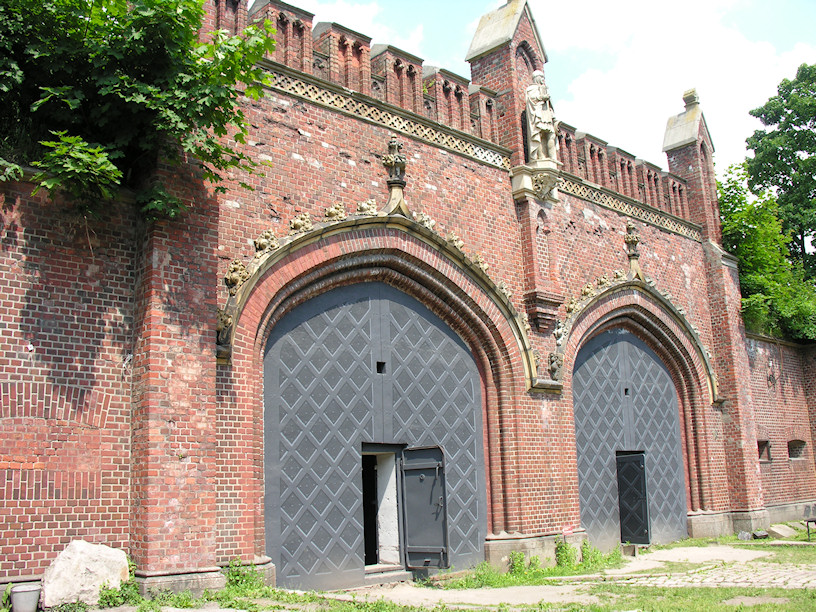
Вид на Фридландские ворота.
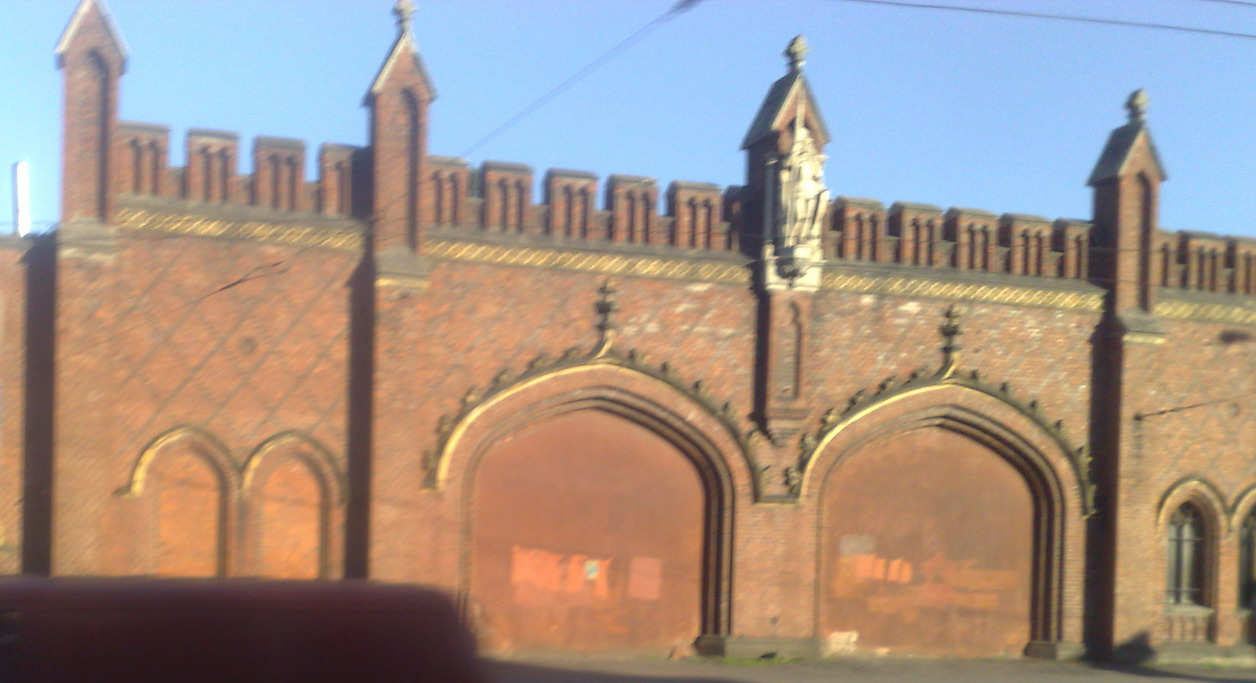
Фасад со скульптурой Фридриха фон Цоллерна.
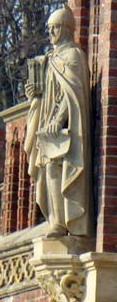
Скульптура Зигфрида фон Фойхтвангена на Фридландских воротах (голова скульптуры восстановлена в 2000-е годы)
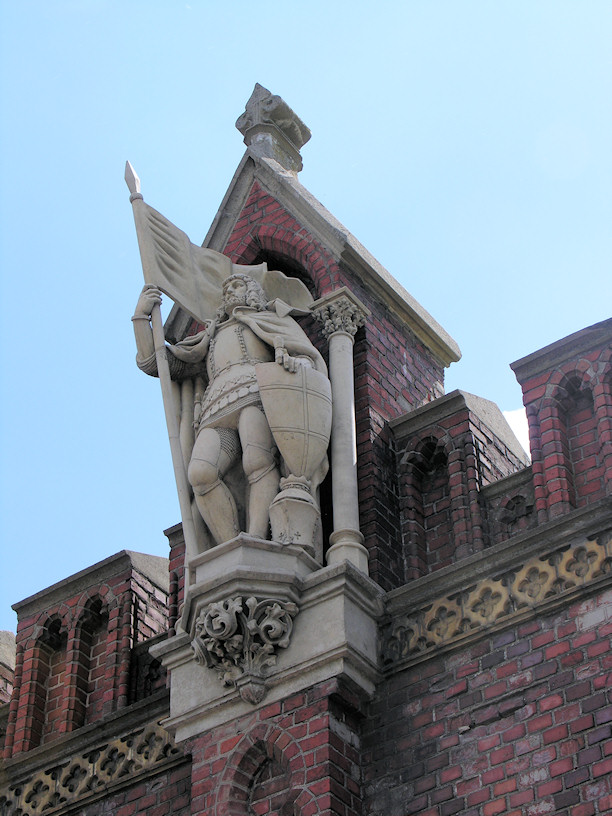
Скульптура рыцаря на фасаде ворот.
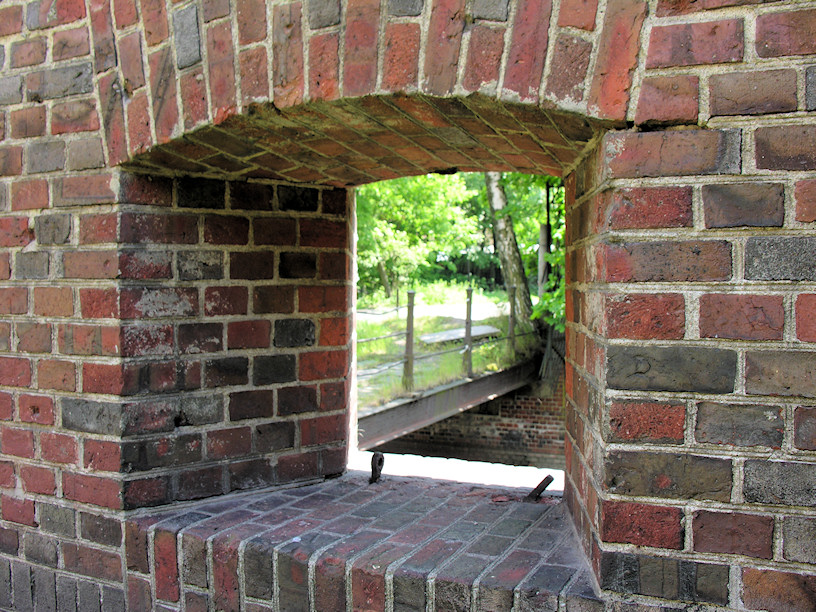
Вид через амбразуру на мост и ров.

## Музей
Музей во Фридландских воротах основал Александр Георгиевич Новик (1956—2001). Первоначально музей был фактически частным и не имел официального статуса. Только в 2002 году музей был официально создан приказом директора Южного парка.
В 2007 году музей занял второе место на четвёртом всероссийском конкурсе «меняющийся музей в меняющемся мире». В этом конкурсе принимало участие четыреста музеев, Фридландские ворота уступили только Третьяковской галерее. Призовые деньги будут использованы для модернизации музея.
Сейчас музей «Фридландские ворота» — единственный муниципальный музей Калининграда, экспозиция которого посвящена истории довоенного Кёнигсберга. А брусчатая дорога Фридландских ворот «ведет» в прошлое навсегда исчезнувшего города…
Постоянные экспозиции музея:
- «Город-крепость, город-сад. Виртуальная прогулка по улицам старого Кёнигсберга»: возможность увидеть, каким был город в 1895-1910-х гг., заглянуть в витрины магазинов.
- «Кёнигсберг первой половины XX века»: быт горожан первой половины XX в., привычные вещи в непривычном облике, знаменитые торговые марки.
- «Цивилизация начинается с канализации»: история водоснабжения и канализации с древнейших времен по настоящее время.
- «Город чистого разума»: городская жизнь Кёнигсберга от начала XVII века до конца 30-х годов XX века. Выставка открылась в июле 2017 года[5].

Работает выставочный зал.

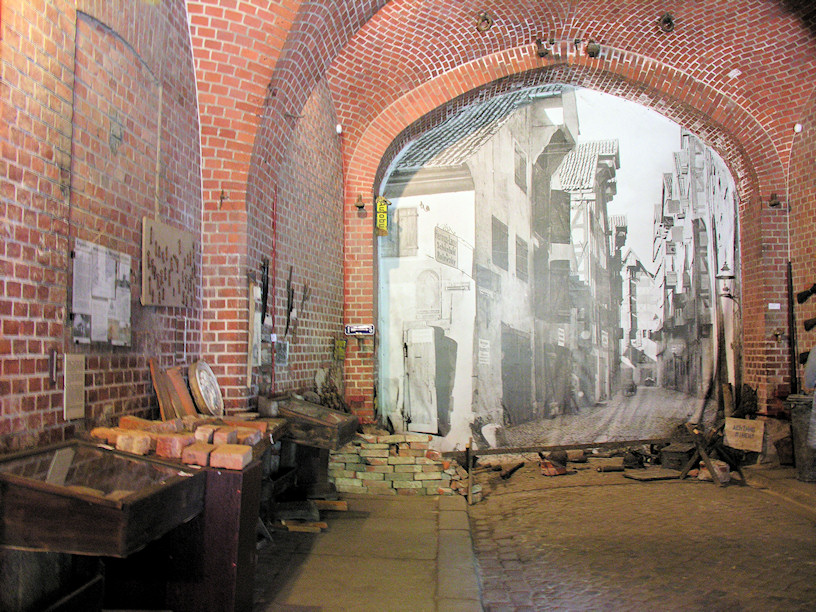
Экспозиция «Кёнигсберг первой половины XX века».
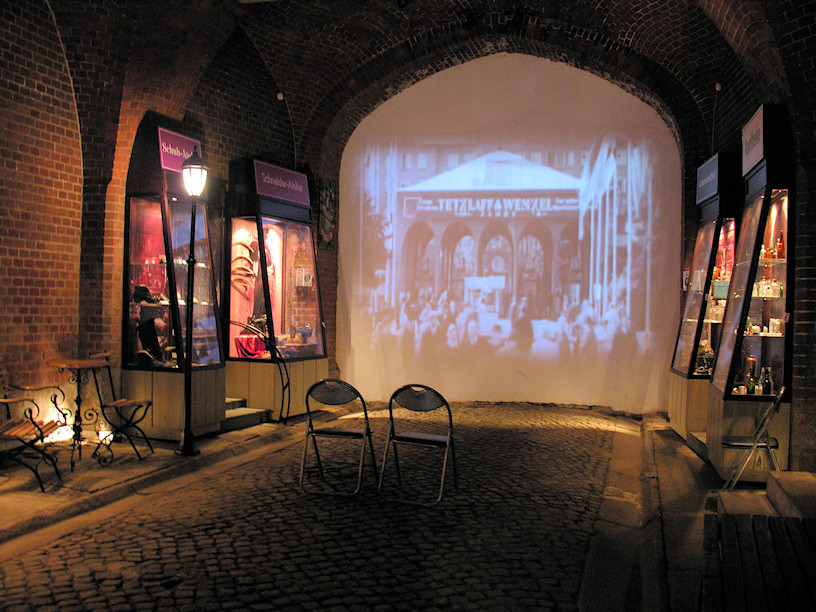
Виртуальная прогулка по улицам старого Кёнигсберга.
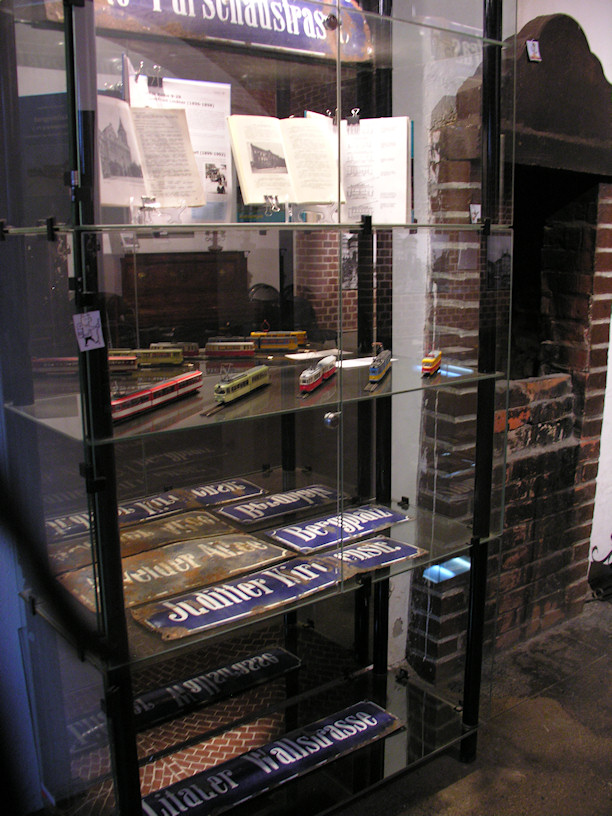
История трамвая Кёнигсберга и Калининграда.
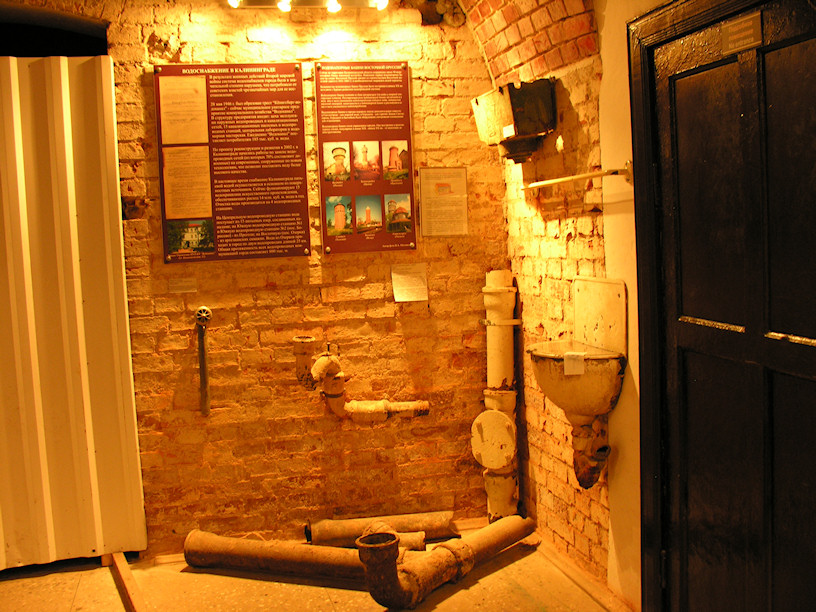
«Цивилизация начинается с канализации»